# LinkedIn
LinkedIn (pronunciado en inglés: lɪŋktˈɪn) es una red social orientada al uso empresarial, a los negocios y al empleo. Partiendo del perfil de cada usuario, quien libremente revela su experiencia laboral además de sus destrezas, la web pone en contacto a millones de empresas y empleados. Fundada en diciembre de 2002 por Reid Hoffman, Allen Blue, Konstantin Guericke, Eric Ly y Jean-Luc Vaillant, fue lanzada en mayo de 2003.

## Historia
Esta red social salió pronto a la Bolsa y tuvo un impacto inmediato. En octubre de 2008, tenía más de 25 millones de usuarios registrados, extendiéndose a empresas de 150 sectores industriales diferentes, aunque predominaban las tecnológicas.
El 19 de mayo de 2011 se convirtió en la primera red social estadounidense en poner acciones en la bolsa de valores, con un precio inicial de US$45. La acogida de la red social por parte de los inversionistas fue tal que sus acciones subieron 109%, hasta los 94 dólares y su monto bursátil alcanzó los 8 900 millones de dólares en Wall Street.
En marzo de 2013, disponía de más de 200 millones de usuarios registrados, de más de 200 países, que abarcan todas las empresas de la lista de la revista Fortune de las 500 mayores empresas estadounidenses. Es seguida en un lejano segundo lugar por Viadeo.
El 13 de junio de 2016, Microsoft anunció la compra de LinkedIn por 26.200 millones de dólares, convirtiéndose en una de las compras más costosas de Microsoft después de Skype Technologies en 2011....

## Usos
LinkedIn es una red social usada tanto por empresas, como por particulares. Dado que es punto de encuentro entre demandantes y oferentes de empleo, el uso principal de esta plataforma online es, para los demandantes encontrar un empleo y para los oferentes, encontrar a alguien que cubra el puesto.
Pero no sólo tiene la finalidad de buscar empleo. Además, los usuarios de LinkedIn puede unirse a comunidades de interés, seguir a las empresas que les interese para estar al día de las novedades e incluso conectar con otros profesionales. De esta forma, amplían su red de contactos y ponen en práctica el networking.
En los últimos años, esta plataforma ha incorporado la opción de LinkedIn Learning a través de la cual ofrecen cursos para seguir formándote y ampliar tus conocimientos. Tras la finalización del mismo, obtienes una certificación o diploma expedido por LinkedIn Learning dónde acredita la veracidad del título.
En 2024, LinkedIn cuenta con mil millones de usuarios.